# Lycia pomonaria
Lycia pomonaria là một loài bướm đêm trong họ Geometridae.

## Hình ảnh

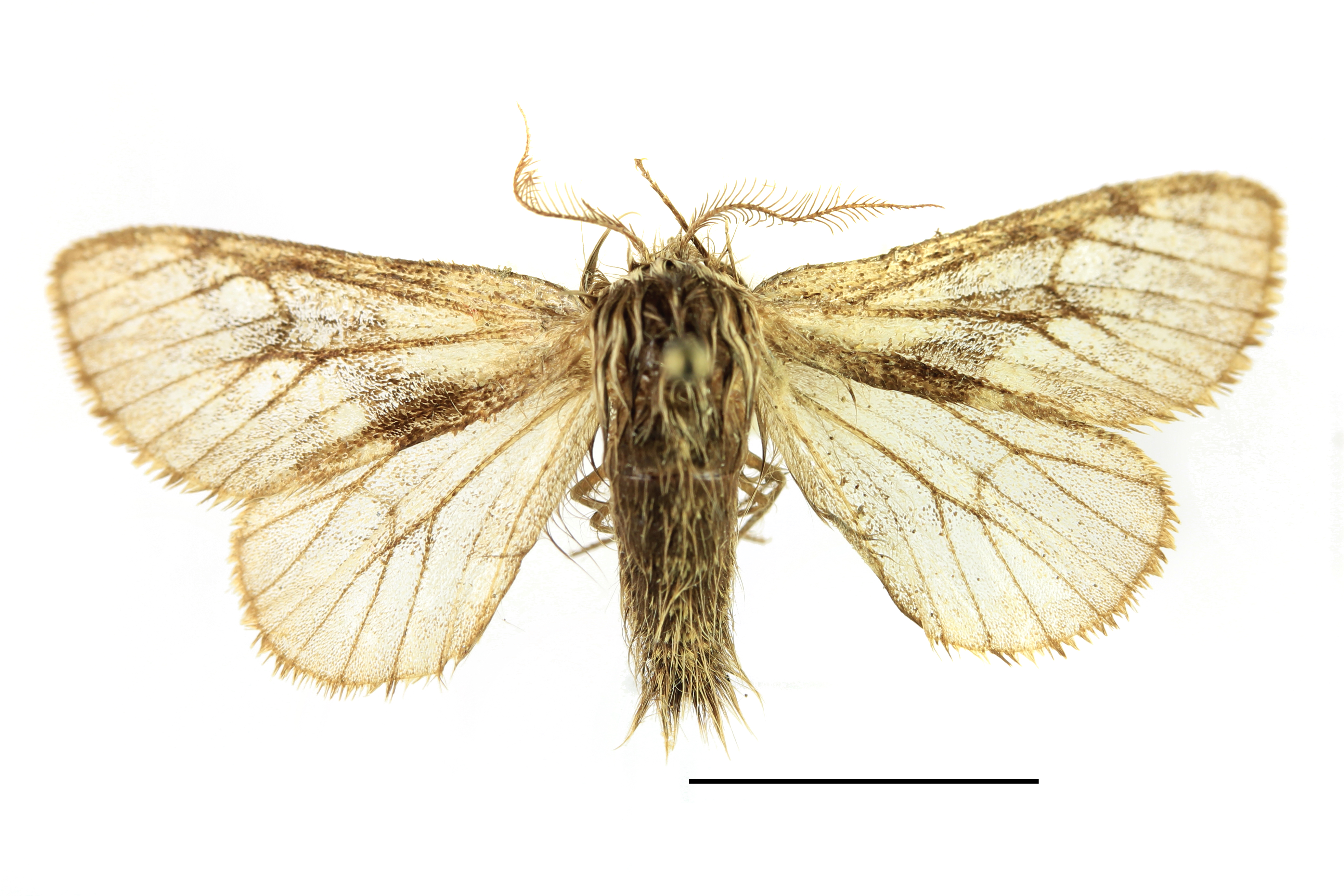